# Instytut Filologii Kijowskiego Uniwersytetu Narodowego im. Tarasa Szewczenki
Instytut Filologii Kijowskiego Uniwersytetu Narodowego im. Tarasa Szewczenki – jednostka Kijowskiego Uniwersytetu Narodowego im. Tarasa Szewczenki. Utworzony 12 listopada 2001 r. w wyniku połączenia wydziałów filologicznego, filologii obcej i orientalistycznego. Obecnie kadrę dydaktyczną stanowi około 600 nauczycieli akademickich, w tym około 60 doktorów nauk i profesorów, około 250 kandydatów nauk i docentów. Instytut zatrudnia również starszych nauczycieli, asystentów i 20 nauczycieli zagranicznych. Studiuje tam 240 asystentów, ponad 30 doktorantów i około 90 aspirantów.
Kształcenie odbywa się na trzech poziomach edukacji, zgodnie z którymi absolwenci uzyskują tytuły zawodowe: licencjata, specjalisty, magistra.

## Historia
Instytut Filologii funkcjonuje od początku istnienia Uniwersytetu Kijowskiego, tj. od 1834 roku. Wydział filologiczny był wówczas częścią wydziału filozoficznego, a następnie nazywany był historyczno-filologicznym.
W 1937 r. utworzono wydział języków i literatur zachodnioeuropejskich.
W 1990 r. utworzono wydział języka i literatury orientalnej i angielskiej.
Historię instytutu tworzyli tacy uczeni jak M. Maksimowicz, M. Kostomarow, P. Żytecky, M. Drahomanow, M. Daszkewyć, V. Peretc, L. Bułachowski, O. i A. Biletski, M. Rusaniwsky, M. Zerow, M. Draj-Chmara, P. Fyłypowycz, O. Nazarewski, S. Masłow, D. Cziżewski, P. Plushch, A. Ishchuk, S. Sawczenko, O. Andriewska, Yu. Żluktenko, N. Raewska, T. Jakimowycz i inni.
Studia w zakresie nauk filologicznych były prowadzone na Uniwersytecie św. Włodzimierza od początku jego istnienia w 1834 roku. W jednostce humanistycznej Wydziału Filozofii otwarto oddział literatury rosyjskiej, który od 1850 r. stał się oddziałem nowo utworzonego Wydziału Historyczno-Filologicznego.
W 1867 r. Wydział Historyczno-Filologiczny podzielono na 3 filie: filologii klasycznej, filologii słowiańsko-rosyjskiej, oraz nauk historycznych.
Z czasem pojawiła się potrzeba kształcenia specjalistów w zakresie romanistyki i germanistyki. W 1906 r., z inicjatywy profesora M.P. Daszkiewickiego i jego ucznia I.V. Szarowolskiego, na Wydziale Historyczno-Filologicznym utworzony został oddział romańsko-niemiecki. V. Szarowolski został pierwszym dziekanem Wydziału Języków i literatur Europy Zachodniej, wnosząc znaczący wkład w jego rozwój.
W 1918 roku został otworzony oddział języka ukraińskiego, literatury ukraińskiej i historii Ukrainy.
W wyniku reformy w 1920 r. Uniwersytet został zreorganizowany na WIEN (Wyższy Instytut Edukacji Narodowej ukr. ВІНО, od 1926 r. – KIEN – Kijowski Instytut Edukacji Narodowej ukr. КІНО), w którym funkcjonował Wydział Nauk Humanistycznych, prowadzący kursy literatury i lingwistyki.
W 1933 roku ponownie ustanowiono Uniwersytet, w nim zaś – Wydział Literacko-Lingwistyczny.
Od 1943 r. na Zjednoczonym Uniwersytecie Ukraińskim zaczął funkcjonować Wydział Filologiczny; nazwa ta została również zachowana na przywróconym w tym samym roku Uniwersytecie w Kijowie.
Dziekanami Wydziału Historyczno-Filologicznego (następnie Wydziału Literacko-Lingwistycznego i Wydziału Filologicznego) byli w latach porewolucyjnych:
- profesor V. Petrus (1922–1929, represjonowany),
- profesor Iszczuk Arsen Oleksijevych (1937–1960, ze znacznymi przerwami, represjonowany i zrehabilitowany, w latach 1954–1956 prorektor Uniwersytetu),
- profesor Gruńsky Mykoła Kuzmowycz (1933–1949, z przerwami),
- profesor nadzwyczajny Y. Kobyletsky (1949–1952), profesor nadzwyczajny M. Stakhovsky (1956–1957),
- profesor D. Zatońsky (1961–1962).

Po podziale na wydziały Filologiczny i Romańsko-Germański, dziekanami Wydziału Filologicznego byli:
- Profesor Fedchenko Pavel Maximovich (1962–1967), profesor Y. Biloshtan (1967–1971),
- Profesor Michaił Siemionowicz Gritsai (1971–1987),
- Profesor Kononenko Petr Petrovich (1987–1992),
- Profesor M. Nayenko (1992–2001).

Pierwszym Dziekanem Instytutu Filologii był profesor Grigorij Fokowicz Semeniuk
W 1937 r. utworzono w Kijowie oddzielny Wydział Języków Obcych, przemianowany w 1938 r. na Wydział Języków i Literatur Europy Zachodniej, którego dziekanem został profesor I. Szarowolski.
Wydział Języków i Literatur Europy Zachodniej w 1947 r. został przekształcony w oddział Wydziału Filologicznego, w 1962 r. został odtworzony jako Wydział Języków Obcych, a następnie przemianowany na Wydział Filologii Romańsko-Germańskiej.
W różnych latach wydziałem kierowali: V. Pashchenko, Y. Zhluktenko, O. Semenets, O. Cherednichenko. Nauczanie języków orientalnych jako specjalizacji głównej rozpoczęło się w 1990 r. w Oddziale Filologii Wschodniej Wydziału Języków Obcych. W 1995 r. przekształcono filię filologii wschodniej w wydział (którego kierownikiem został prof. G. Khalimonenko, w tym samym czasie kierownik wydziału turkologii).

## Struktura
Obecnie instytut posiada następujące katedry:
- Katedra Filologii Angielskiej,
- Katedra Filologii Germańskiej,
- Katedra Filologii Romańskiej,
- Katedra Teorii i Praktyki Tłumaczenia Angielskiego,
- Katedra Teorii i Praktyki Tłumaczenia języków romańskich im. M. Zerowa,
- Katedra Teorii i Praktyki Tłumaczeń z języka niemieckiego,
- Katedra Języków Obcych Wydziału Historycznego i Filozoficznego,
- Katedra Języków Obcych Wydziału Psychologii i Socjologii,
- Katedra Języka Angielskiego Nauk Przyrodniczych,
- Katedra Anglistyki Wydziału Fizyki i Matematyki,
- Katedra Komunikacji i Lingwistyki,
- Katedra Metod Nauczania Języków Obcych i Językoznawstwa Stosowanego,
- Katedra Literatury Obcej,
- Katedra Lingwistyki Ogólnej i Filologii Klasycznej,
- Katedra Języka Ukraińskiego i Lingwistyki Stosowanej,
- Katedra Stylistyki i Komunikacji Lingwistycznej,
- Katedra Teorii Literatury i Studiów Porównawczych,
- Katedra Współczesnej Literatury Ukraińskiej,
- Katedra Historii Literatury Ukraińskiej i Studiów Szewczenki,
- Katedra Języka Rosyjskiego,
- Katedra Historii Literatury Rosyjskiej,
- Katedra Języka Ukraińskiego i Rosyjskiego jako języków obcych,
- Katedra Folkloru,
- Katedra Filologii Słowiańskiej,
- Katedra Polonistyki,
- Katedra Hellenistyki,
- Katedra Bliskiego Wschodu,
- Katedra Filologii Chińskiej, Koreańskiej i Japońskiej,
- Katedra Turkologii.

## Specjalności
Instytut Filologii kształci w następujących specjalnościach: filolog, nauczyciel języka i literatury ukraińskiej, folklorysta, nauczyciel języka i literatury rosyjskiej, nauczyciel języków i literatur zachodnioeuropejskich, nauczyciel języków i literatur słowiańskich, nauczyciel języków i literatur orientalnych.
Studenci Instytutu Filologicznego, mają możliwość studiowania około 30 języków.

## Nauka w instytucie
Pracownicy Instytutu pracują nad następującymi problemami naukowymi:
- historia szkoły literaturoznawstwa;
- teoria i historia literatury;
- porównawcza krytyka literacka;
- kulturowy i historyczny fenomen literatury ukraińskiej;
- historia i teoria folkloru;
- lingwistyka kognitywna;
- badanie języka jako działalności;
- badanie systematycznych właściwości strukturalnych języka;
- instrumentalne studium struktury dźwięku języka;
- gramatyka teoretyczna, leksykologia ogólna;
- funkcjonowanie i rozwój języka ukraińskiego i rosyjskiego w różnych warunkach społecznych;
- kontakty językowe;
- etnolingwistyka;
- socjolingwistyka;
- psycholingwistyka;
- mitopoetyka w języku literackim;
- lingwistyka medialna;
- problemy filologii klasycznej;
- germanistka, romanistka, hellenistka;
- przekładoznawstwo.

## Czasopisma naukowe
Instytut Filologii publikuje następujące czasopisma naukowe:
- „Posłaniec KNU im. T. Szewczenka: literaturoznawstwo, językoznawstwo, folklorystyka”;
- „Posłaniec KNU im. T. Szewczenka: obca Filologia”;
- „Posłaniec KNU im. T. Szewczenka: orientalne języki i literatura”;
- „Językowe i pojęciowe obrazy świata. Kolekcja naukowa”;
- „Działy z literaturoznawstwa. Kolekcja naukowa”;
- „Pracownia nauk Szewczenki: Zbiór prac naukowych”;
- „Językoznawstwo Ukraińskie: Zbiór prac naukowych”;
- „Aktualne problemy językoznawstwa ukraińskiego: Teoria i praktyka”;
- „Literatura rosyjska. Badania”;
- „Kijowskie pracownie polonistyczne”;
- „Teoria i praktyka tłumaczenia”;
- „Literatura. Folklor. Problemy poetyki. Zbiór prac naukowych”,
- „Język rosyjski, literatura, kultura w szkole i na uniwersytecie. Magazyn naukowo-metodyczny”;
- „Problemy semantyki, pragmatyki i lingwistyki kognitywnej”;
- „Seminaria filologiczne”.

## Kontakty międzynarodowe
Instytut Filologii posiada szerokie kontakty ze szkołami zagranicznymi, uczestniczącymi w międzynarodowych oraz europejskich programach akademickich i edukacyjnych w językach obcych (TEMPUS-TASIS, Copernicus itp.). Współpracuje z uniwersytetami w miastach:
- St. Petersburg (Rosja),
- Mińsk (Białoruś),
- Kiszyniów (Mołdawia),
- Strasburg i Rouen (Francja),
- Granada (Hiszpania),
- Florencja (Włochy),
- Kilonia, Konstancja i Hanower (Niemcy),
- Leeds (Wielka Brytania),
- z Instytutem Lingwistyki Stosowanej i Tłumaczeń (Lipsk, Niemcy),*
- z Centrum Badań Naukowych (Paryż, Francja),
- ze Stowarzyszeniem dla Informacji i badań ortografii i system pisma (Paryż, Francja),
- z Europejskim Centrum Języków Nowożytnych w Europie (Graz, Austria),
- z Europejskim Centrum Kinematografii i Zasobów Audiowizualnych (Nancy, Francja),
- z Instytutem Literatury Narodowej Akademii Nauk Ukrainy,
- z Niezależnym Centrum Badań Naukowych Literatury Obcej na Ukrainie,
- oraz z Instytutem Językoznawstwa Narodowej Akademii Nauk Ukrainy.